# Laulara
Laulara (Lauloro, Dara Laulara) ist ein osttimoresischer Ort im Verwaltungsamts Laulara (Gemeinde Aileu).

## Geographie und Einrichtungen

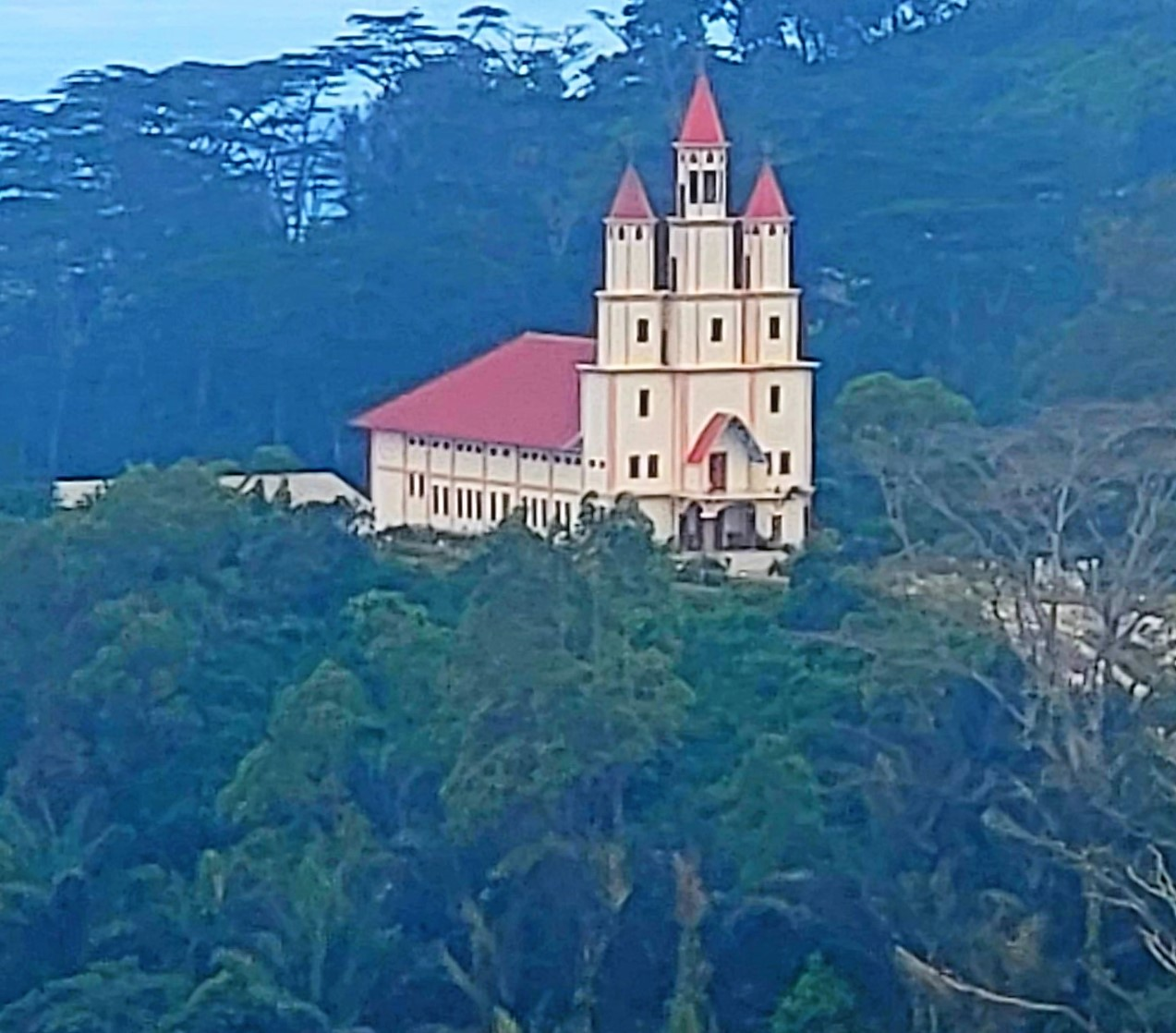
São Paulo Laulara

Zur Landeshauptstadt Dili sind es vom Ort Laulara in Luftlinie etwa 5 Kilometer nach Norden, zur Gemeindehauptstadt Aileu etwa 15 Kilometer nach Süden. Der Ort liegt vor allem im Suco Cotolau, reicht aber zum Teil auch über die Grenze in den Suco Balibar (Verwaltungsamt Cristo Rei, Gemeinde Dili). Trotz seiner Nähe zum Meer, liegt Laulara bereits 726 m über dem Meer.
Benachbarte Orte grenzen direkt an Laulara, so dass sie praktisch eine gemeinsame Siedlung bilden. Im Südosten ist das Cotolau, in Balibar sind das Balibar, Fatu Loda und Tancae.
Im Ort Cotolau befinden sich Kommunale Hospital Laulara und die Polizeistation, in Laulara selbst die Grundschule Cotolau, die Zentrale Grundschule (Escola Básica Central EBC) Laulara und eine Aufforstungsstation, in Balibar die Kapelle Santismo Sakramento und eine Mariengrotte, in Fatu Loda die Grundschule Balibar und in Tancae ein Sendemast der Telkomcel.

## Sport
Der Fußballverein Sport Laulara e Benfica wurde 2016 Landesmeister der Liga Futebol Amadora Primeira Divisão.